# Marlies Ferber
Marlies Ferber (* 1966) ist eine deutsche Schriftstellerin und Übersetzerin.

## Leben
Marlies Ferber studierte Sinologie und Germanistik in Bochum und Leiden. Danach arbeitete sie einige Jahre als Lektorin bei verschiedenen Verlagen. Seit 2004 ist Ferber als freie Autorin und Übersetzerin für Englisch und Niederländisch tätig. 2012 erschien ihr erster Kriminalroman um den pensionierten Ex-Agenten "Null-Null-Siebzig" James Gerald, der gemeinsam mit seiner ehemaligen Kollegin Sheila Humphrey Fälle löst. Seit 2020 leitet sie Literaturwerkstätten an der Bundesakademie für Kulturelle Bildung Wolfenbüttel (www.bundesakademie.de).

## Werke
- Null-Null-Siebzig – Operation Eaglehurst. dtv, München 2012, ISBN 978-3-423-21345-5
- Null-Null-Siebzig – Agent an Bord. dtv, München 2013, ISBN 978-3-423-21418-6
- Null-Null-Siebzig – Mord in Hangzhou. dtv, München 2014, ISBN 978-3-423-21522-0
- Null-Null-Siebzig – Truthahn, Mord & Christmas Pudding. dtv, München 2015, ISBN 978-3-423-21607-4
- Grün ist die Liebe. dtv, München 2018, ISBN 978-3-423-26198-2
- Wohin die Reise geht. dtv, München 2021, ISBN 978-3-423-26267-5